# 西平公主 (唐代宗)
西平公主（？—784年），唐朝公主，是中国唐朝第八代皇帝唐代宗李豫的女儿。她的生母不详，史书仅仅记载了她的封号西平公主，西平公主没到适婚年龄，就于兴元元年（784年）八月去世。